# Liste der Biografien/Hartl
Liste der Biografien |
Portal Biografien |
Personensuche
# |
A |
B |
C |
D |
E |
F |
G |
H |
I |
J |
K |
L |
M |
N |
O |
P |
Q |
R |
S |
T |
U |
V |
W |
X |
Y |
Z |
?
 
Ha |
Hd |
He |
Hi |
Hj |
Hk |
Hl |
Hm |
Hn |
Ho |
Hr |
Hs |
Ht |
Hu |
Hv |
Hw |
Hy
 
Haa |
Hab |
Hac |
Had |
Hae–Haf |
Hag |
Hah |
Hai |
Haj |
Hak |
Hal |
Ham |
Han |
Hao |
Hap |
Haq |
Har |
Has |
Hat |
Hau |
Hav |
Haw |
Hax |
Hay |
Haz
 
Hara |
Harb |
Harc |
Hard |
Hare |
Harf |
Harg |
Harh |
Hari |
Harj |
Hark |
Harl |
Harm |
Harn |
Haro |
Harp |
Harr |
Hars |
Hart |
Haru |
Harv |
Harw |
Harx |
Hary |
Harz
 
Harta |
Hartb |
Hartd |
Harte |
Hartf |
Hartg |
Harth |
Harti |
Hartj |
Hartk |
Hartl |
Hartm |
Hartn |
Harto |
Hartr |
Harts |
Hartt |
Hartu |
Hartv |
Hartw |
Harty |
Hartz
Die Liste der Biografien führt alle Personen auf, die in der deutschsprachigen Wikipedia einen Artikel haben. Dieses ist eine Teilliste mit 172 Einträgen von Personen, deren Namen mit den Buchstaben „Hartl“ beginnt.

## Hartl
- Härtl, Adolf (1926–1976), deutscher Politiker (SPD), MdL
- Hartl, Albert (1904–1982), deutscher SS-Sturmbannführer, Amtsgruppenleiter im ReichssicherheitshauptamtAlbert Hartl (1904–1982)

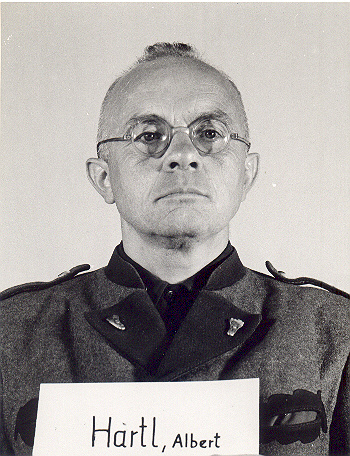
Albert Hartl (1904–1982)

- Hartl, Alexander (* 1965), deutscher Voltigierer und Landestrainer
- Härtl, Alfred (1925–2009), deutscher Verwaltungsjurist
- Härtl, Alfred (* 1953), deutscher Unternehmer und Sachbuchautor
- Hartl, Alois (1845–1923), deutscher Geistlicher, Weihbischof der Erzdiözese München und Freising
- Härtl, Anna (* 1995), deutsche Ruderin
- Hartl, Antonín (1885–1944), tschechischer Journalist, Publizist und Übersetzer
- Hartl, Benno (1874–1953), deutscher Kommunalpolitiker, Bürgermeister von Ismaning
- Hartl, Bruno (1963–2023), österreichischer Schlagzeuger und Komponist
- Hartl, Christian (* 1964), römisch-katholischer Geistlicher
- Hartl, Claudia (* 1992), österreichische Skibobfahrerin
- Hartl, Dieter (* 1966), österreichischer Basketballspieler
- Hartl, Dominik (* 1983), österreichischer Filmemacher
- Hartl, Eduard (1892–1953), deutscher Altgermanist
- Hartl, Edwin (1906–1998), österreichischer Essayist und Kulturpublizist
- Hartl, Franz (1872–1929), österreichischer Politiker (SDAP), Bundesrat
- Hartl, Franz (1901–1970), österreichischer Gemeindeangestellter und Politiker (ÖVP)
- Hartl, Franz-Ulrich (* 1957), deutscher Zellbiologe und Hochschullehrer
- Härtl, Fritz (1892–1974), deutscher Politiker (NSDAP), MdR
- Hartl, Georg († 1978), deutscher Schauspieler
- Hartl, Gregor (1902–1980), deutscher Politiker (CSU), Landrat und Senator (Bayern)
- Hartl, Hans (1858–1939), böhmischer Politiker und Mathematiker, Reichsratsabgeordneter
- Hartl, Hans (1899–1980), deutscher Innenarchitekt
- Hartl, Hans (1913–1990), siebenbürgischer Schriftsteller und Journalist
- Hartl, Hans (* 1945), deutscher Politiker (CSU, SPD, parteilos), MdL
- Hartl, Hans-Werner (* 1946), deutscher Fußballspieler
- Härtl, Heidemarie (1943–1993), deutsche Dichterin
- Hartl, Heinrich (1840–1903), österreichischer Geodät
- Hartl, Heinrich (* 1953), deutscher Komponist und Pianist
- Härtl, Holden (* 1969), deutscher Sprachwissenschaftler
- Härtl, Johannes (* 1977), deutscher Choreograf, Tänzer und Veranstalter
- Hartl, Johannes (* 1979), deutscher Philosoph, katholischer Theologe und AutorJohannes Hartl (* 1979)

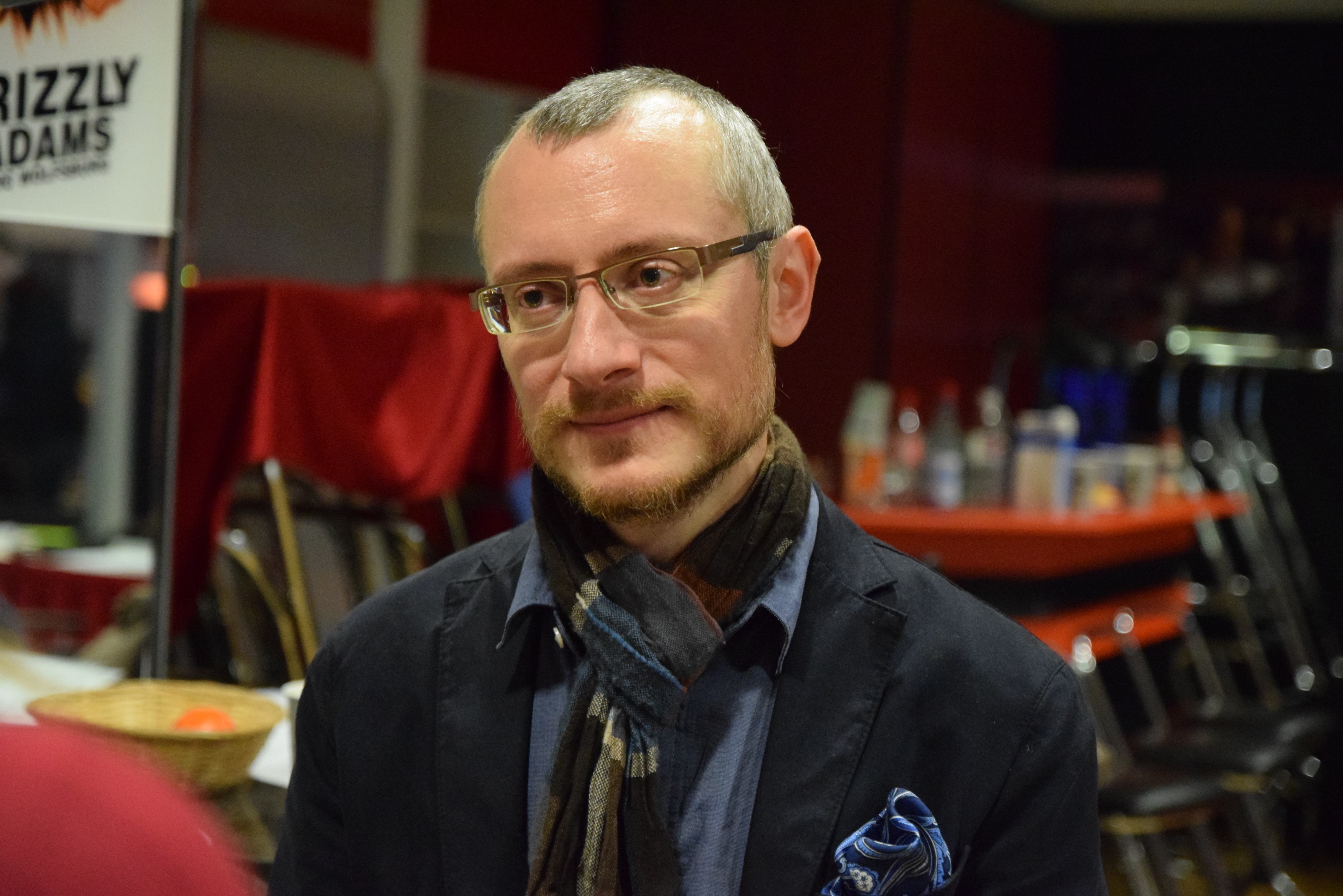
Johannes Hartl (* 1979)

- Hartl, Jörg (* 1977), deutscher Musiker und Trompeter
- Härtl, Julian (* 1994), deutscher Autor
- Hartl, Karl (1899–1978), österreichischer Filmregisseur
- Hartl, Karl (1909–1979), österreichischer Politiker, Diplomat und Schriftsteller
- Hartl, Ladislaus (1915–2004), österreichischer Politiker (SPÖ)
- Hartl, Leopold (1906–1979), österreichischer Polizist und Politiker (ÖVP), Abgeordneter zum Nationalrat
- Hartl, Lydia (* 1955), deutsche Psychologin, Medienwissenschaftlerin und Kulturmanagerin
- Hartl, Manuel (* 1985), österreichischer Fußballspieler
- Hartl, Maria (1916–1996), deutsche Landschaftsmalerin und Schriftstellerin
- Hartl, Marianne (* 1953), deutsche Moderatorin und Sängerin
- Härtl, Martin (* 1975), deutscher Behindertensportler
- Hartl, Max (* 1990), deutscher Schauspieler und Filmemacher
- Hartl, Michael (* 1949), österreichischer Moderator und Sänger
- Hartl, Nikolaus (* 1991), deutsch-österreichischer Eishockeyspieler
- Hartl, Oskar (* 1930), deutscher Fußballspieler
- Härtl, Peter (* 1950), deutscher Verwaltungsbeamter und Bremer Staatsrat
- Hartl, Peter (* 1961), deutscher Journalist, Filmautor und Historiker
- Hartl, Philipp (1928–2013), deutscher Physiker
- Hartl, Richard F. (* 1956), österreichischer Logistikwissenschaftler und Hochschullehrer
- Hartl, Roswitha (* 1962), österreichische Judoka
- Hartl, Rudolf (1909–1943), österreichischer sozialdemokratischer Widerstandskämpfer, Opfer der NS-Justiz
- Hartl, Rupert (1921–2006), österreichischer Jurist und sozialdemokratischer Politiker
- Hartl, Sonja (* 1967), österreichische Politikerin (SPÖ), Abgeordnete zum Salzburger Landtag
- Hartl, Thomas (* 1967), österreichischer Schriftsteller
- Härtl, Valentin (1894–1966), deutscher Bratschist und Hochschullehrer
- Hartl, Vinzenz (1872–1944), österreichischer römisch-katholischer Ordenspriester und Propst von St. Florian
- Hartl-Mitius, Philomene (1852–1928), königlich-bayerische Hofschauspielerin und Schriftstellerin

### Hartla
- Hartland, Stanley (1932–2014), britischer Chemieingenieur und Hochschullehrer
- Hartlap, Detlef (* 1950), deutscher Journalist und Sachbuchautor
- Hartlapp, Miriam (* 1975), deutsche Politikwissenschaftlerin und Professorin
- Hartlaub, Carl (1869–1929), deutscher Schachspieler
- Hartlaub, Felix (* 1913), deutscher Schriftsteller
- Hartlaub, Franz Josef (1809–1862), erster Bezirksamtmann Marktheidenfelds
- Hartlaub, Geno (1915–2007), deutsche Schriftstellerin
- Hartlaub, Gustav (1814–1900), deutscher Arzt und Zoologe
- Hartlaub, Gustav Friedrich (1884–1963), deutscher Kunsthistoriker
- Hartlauer, Franz Josef (1944–2000), österreichischer Unternehmer
- Hartlauer, Fritz (1919–1985), österreichischer Bildhauer und Zeichner

### Hartle
- Härtle, Heinrich (1909–1986), nationalsozialistischer Ideologe, Holocaustleugner und rechtsextremer Publizist
- Hartle, James (1939–2023), US-amerikanischer Physiker und Hochschullehrer
- Hartle, Johan Frederik (* 1976), deutscher Philosoph und Kunstwissenschaftler
- Hartle, Russell P. (1889–1961), US-amerikanischer Militär, General der US Army
- Hartleb, Florian (* 1979), deutscher PolitikwissenschaftlerFlorian Hartleb (* 1979)

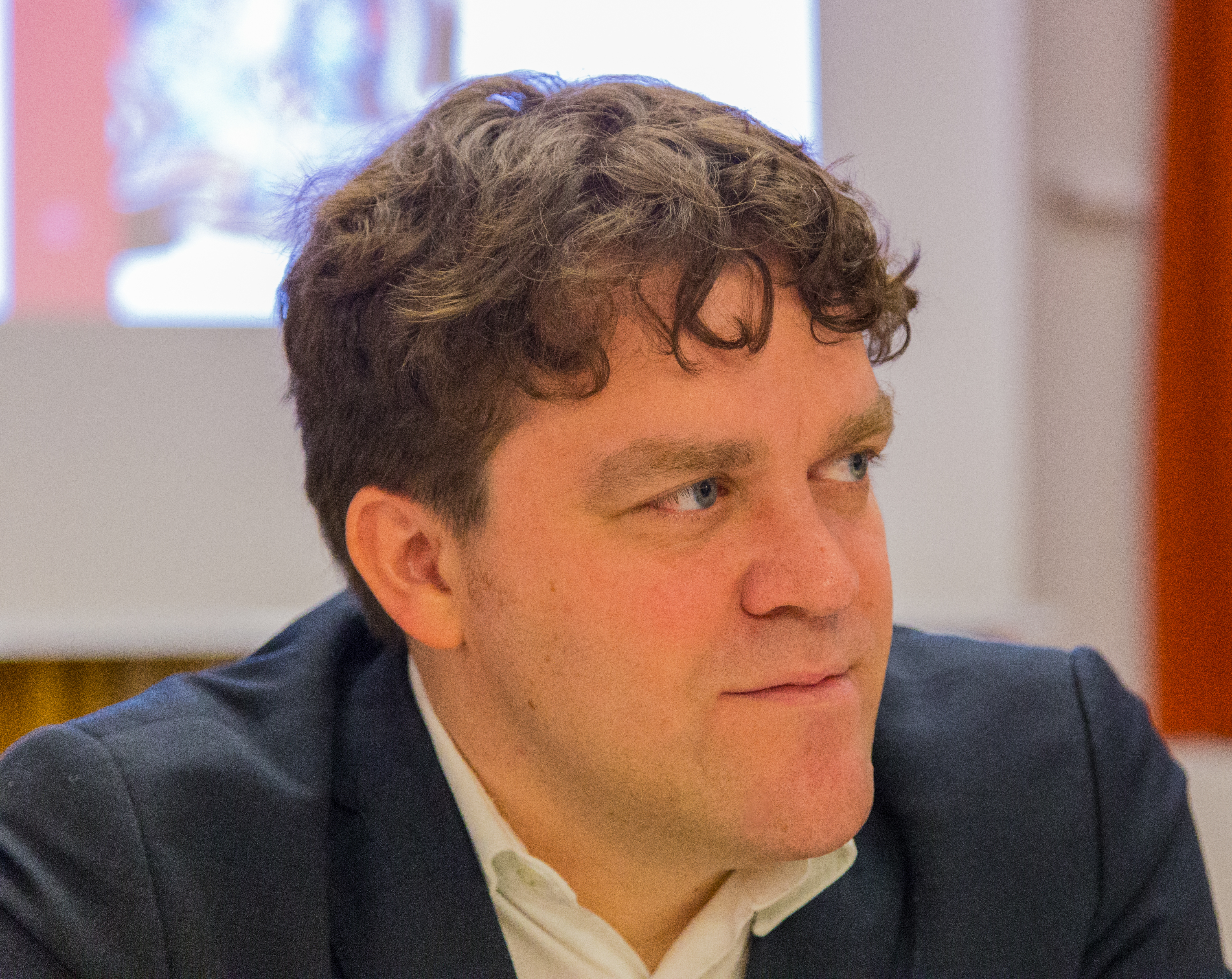
Florian Hartleb (* 1979)

- Hartleb, Hans (* 1910), deutscher Opernregisseur
- Hartleb, Hans (* 1951), deutscher Skispringer
- Hartleb, Hermann (* 1953), österreichischer Politiker (ÖVP), Abgeordneter zum Landtag Steiermark
- Hartleb, Karl (1886–1965), österreichischer Politiker
- Hartleb, Renate (1939–2022), deutsche Kunsthistorikerin
- Hartleb, Tobias, deutscher Komponist
- Hartleben, Dale (* 1942), US-amerikanischer Schauspieler und Filmproduzent
- Hartleben, Franz Joseph (1740–1808), deutscher Rechtswissenschaftler und Hochschullehrer
- Hartleben, Hermine (1846–1919), deutsche Lehrerin und Biografin des Hieroglyphen-Entzifferers Jean François Champollion
- Hartleben, Konrad Adolf (1778–1863), deutsch-österreichischer Buchhändler, Herausgeber und Verleger
- Hartleben, Otto Erich (1864–1905), deutscher SchriftstellerOtto Erich Hartleben (1864–1905)

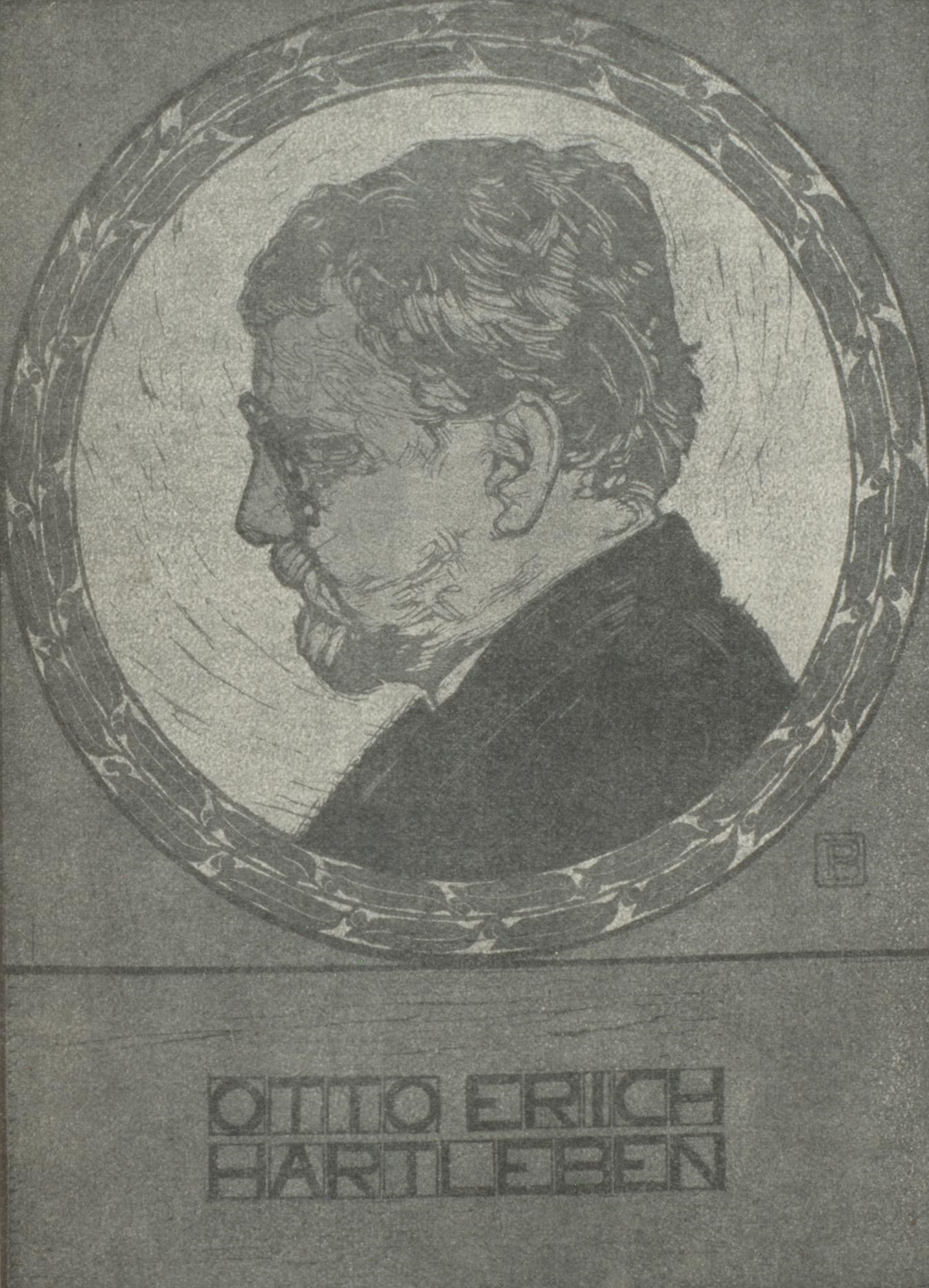
Otto Erich Hartleben (1864–1905)

- Hartlef, Sönke (* 1962), deutscher Kommunalpolitiker (CDU), Bürgermeister der Hansestadt Stade
- Hartleff, Arnold (1888–1978), deutscher Landschafts-, Marine- und Stilllebenmaler
- Hartleib, Joseph (1875–1949), deutscher Politiker (SPD), MdR
- Hartlevus de Marca († 1390), deutscher Theologe und 1. Kölner Rektor des späten Mittelalters
- Hartley Thomas, Karen, britische Maskenbildnerin und Hairstylistin
- Hartley, Alan (1882–1954), britischer General
- Hartley, Bill (* 1950), britischer Hürdenläufer und Sprinter
- Hartley, Blythe (* 1982), kanadische Wasserspringerin
- Hartley, Bob (* 1960), kanadischer Eishockeytrainer
- Hartley, Brendon (* 1989), neuseeländischer AutomobilrennfahrerBrendon Hartley (* 1989)

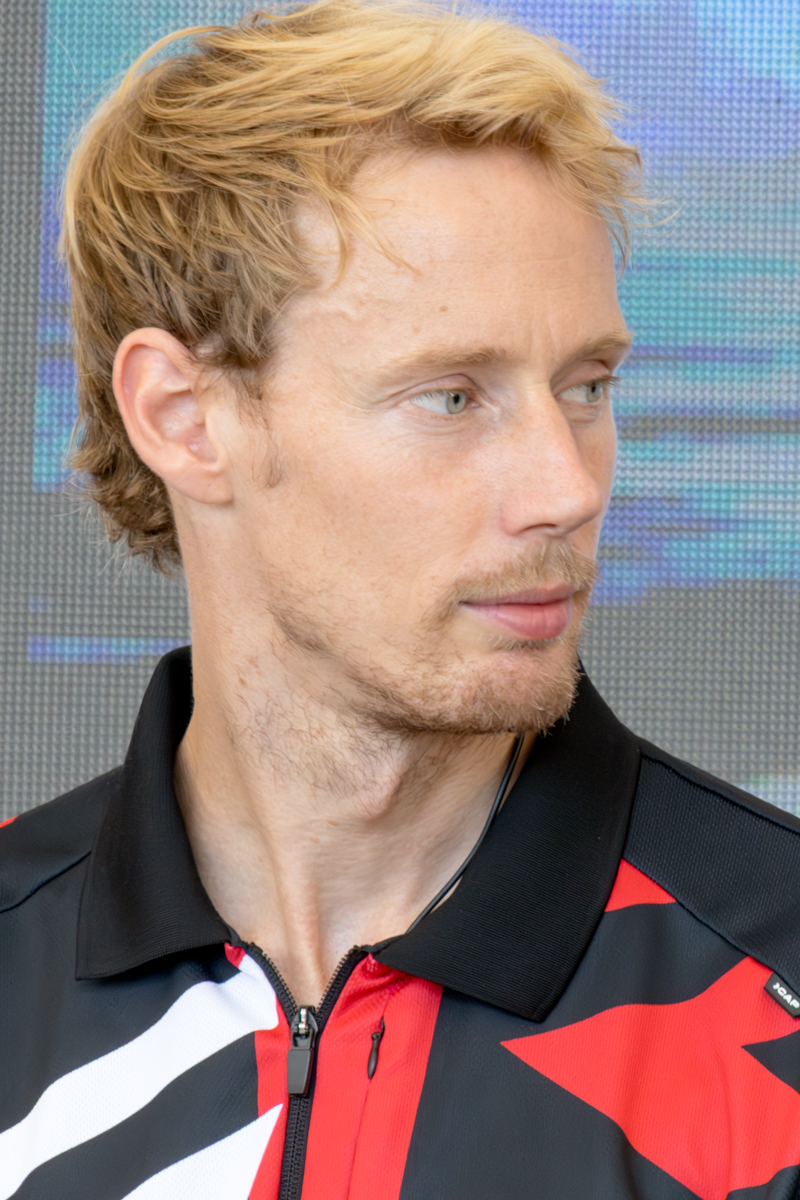
Brendon Hartley (* 1989)

- Hartley, Bridgitte (* 1983), südafrikanische Kanutin
- Hartley, Caren (* 1984), britische Kunstschmiedin und Rahmenbauerin
- Hartley, Chad (* 1981), US-amerikanischer Bahn- und Straßenradrennfahrer
- Hartley, Charles (1883–1960), US-amerikanisch-kanadischer Eishockeyspieler und Zahnarzt
- Hartley, Charles Augustus (1825–1915), englischer Wasserbauingenieur
- Hartley, Christopher (1913–1998), britischer Offizier der Luftstreitkräfte des Vereinigten Königreichs
- Hartley, David (1705–1757), englischer Philosoph und Psychologe
- Hartley, Donna (1955–2013), britische Leichtathletin
- Hartley, Fred A. (1902–1969), US-amerikanischer Politiker
- Hartley, Gene (1926–1993), US-amerikanischer Rennfahrer
- Hartley, Hal (* 1959), US-amerikanischer Filmregisseur und Drehbuchautor
- Hartley, Harold (1878–1972), britischer Physikochemiker
- Hartley, Helen-Ann (* 1973), britische anglikanische Bischöfin
- Hartley, Herman Otto (1912–1980), deutsch-amerikanischer Mathematiker und mathematischer Statistiker
- Hartley, James Joseph (1858–1944), US-amerikanischer Geistlicher, römisch-katholischer Bischof von Columbus
- Hartley, Jane D. (* 1950), US-amerikanische Diplomatin und Botschafterin der Vereinigten Staaten in London
- Hartley, Jo (* 1972), britische Schauspielerin
- Hartley, John (1849–1935), englischer Pfarrer und Tennisspieler, Wimbledon-Sieger 1879 und 1880
- Hartley, Jonathan Scott (1845–1912), US-amerikanischer Bildhauer
- Hartley, Jules, US-amerikanische Schauspielerin, Filmproduzentin und Yogalehrerin
- Hartley, Justin (* 1977), US-amerikanischer SchauspielerJustin Hartley (* 1977)

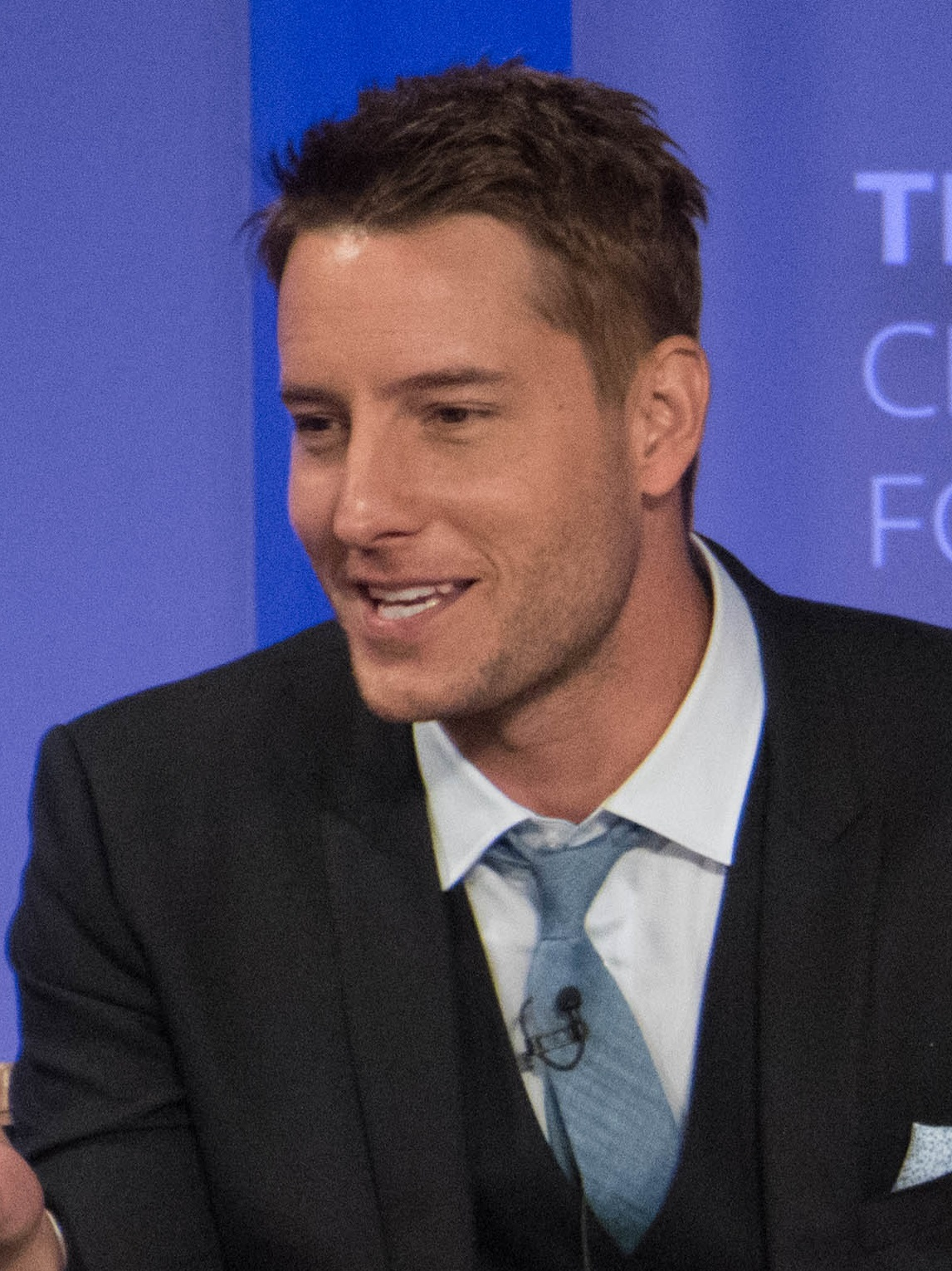
Justin Hartley (* 1977)

- Hartley, Keef (1944–2011), britischer Rockmusiker, Schlagzeuger
- Hartley, L. P. (1895–1972), britischer Schriftsteller
- Hartley, Malcolm (* 1947), australischer Astronom
- Hartley, Margaret (1906–1964), britische Turnerin
- Hartley, Mariette (* 1940), US-amerikanische Schauspielerin
- Hartley, Marsden (1877–1943), US-amerikanischer Maler
- Hartley, Nate (* 1992), US-amerikanischer Schauspieler
- Hartley, Nina (* 1959), US-amerikanische PornodarstellerinNina Hartley (* 1959)

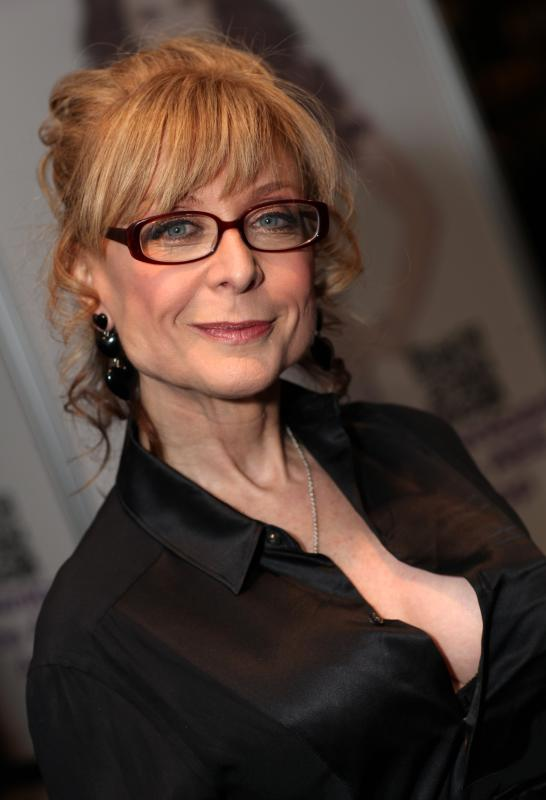
Nina Hartley (* 1959)

- Hartley, Paul (* 1976), schottischer Fußballspieler und -trainer
- Hartley, Ralph (1888–1970), US-amerikanischer Elektroingenieur und Mitbegründer der Informationstheorie
- Hartley, Richard (* 1944), britischer Komponist
- Hartley, Roland H. (1864–1952), US-amerikanischer Politiker
- Hartley, Ruby (* 1998), britische Schauspielerin
- Hartley, Steven (* 1960), britischer Schauspieler und Synchronsprecher
- Hartley, Thomas (1748–1800), US-amerikanischer Politiker
- Hartley, Thomas Gordon (1931–2016), US-amerikanischer Botaniker
- Hartley, Tom (* 1995), englischer Cricketspieler
- Hartley, Wallace (1878–1912), englischer Violinist, Leiter der Musikkapelle an Bord der Titanic
- Hartley, Walter Noel (1847–1913), irischer Chemiker
- Hartley, Walter S. (1927–2016), US-amerikanischer Komponist

### Hartli
- Hartlib, Samuel († 1662), deutsch-englischer Wissenschaftler und Pädagoge
- Hartlich, Peter (1944–1998), deutscher Architekt
- Hartlieb genannt Wallsporn, Maximilian von (1840–1903), bayerischer Generalmajor, Direktor der Kriegsakademie
- Hartlieb genannt Walsporn, Sigmund von (1838–1919), deutscher Verwaltungsjurist und Kommunalbeamter
- Hartlieb von Wallthor, Alfred (1921–2011), deutscher Historiker
- Hartlieb von Wallthor, Carl Vincenz von (1785–1862), österreichischer Generalmajor
- Hartlieb, Florian (* 1982), deutscher Komponist und Medien-Künstler
- Hartlieb, Holger von (* 1950), deutscher Jurist und Schauspieler
- Hartlieb, Horst von (1910–2004), deutscher Jurist
- Hartlieb, Ingrid (* 1944), deutsche Bildhauerin
- Hartlieb, Johannes († 1468), deutscher Arzt, Hofdichter und frühhumanistischer Übersetzer
- Hartlieb, Karl (1894–1969), deutscher Gesangspädagoge
- Hartlieb, Lisa (1887–1951), deutsche Grafikerin
- Hartlieb, Monika (* 1962), deutsche Richterin am Bundespatentgericht
- Hartlieb, Otto von (1819–1888), k.k. Feldmarschallleutnant und zuletzt Kommandant der Technischen Militärakademie in Wien
- Hartlieb, Petra (* 1967), deutsch-österreichische AutorinPetra Hartlieb (* 1967)

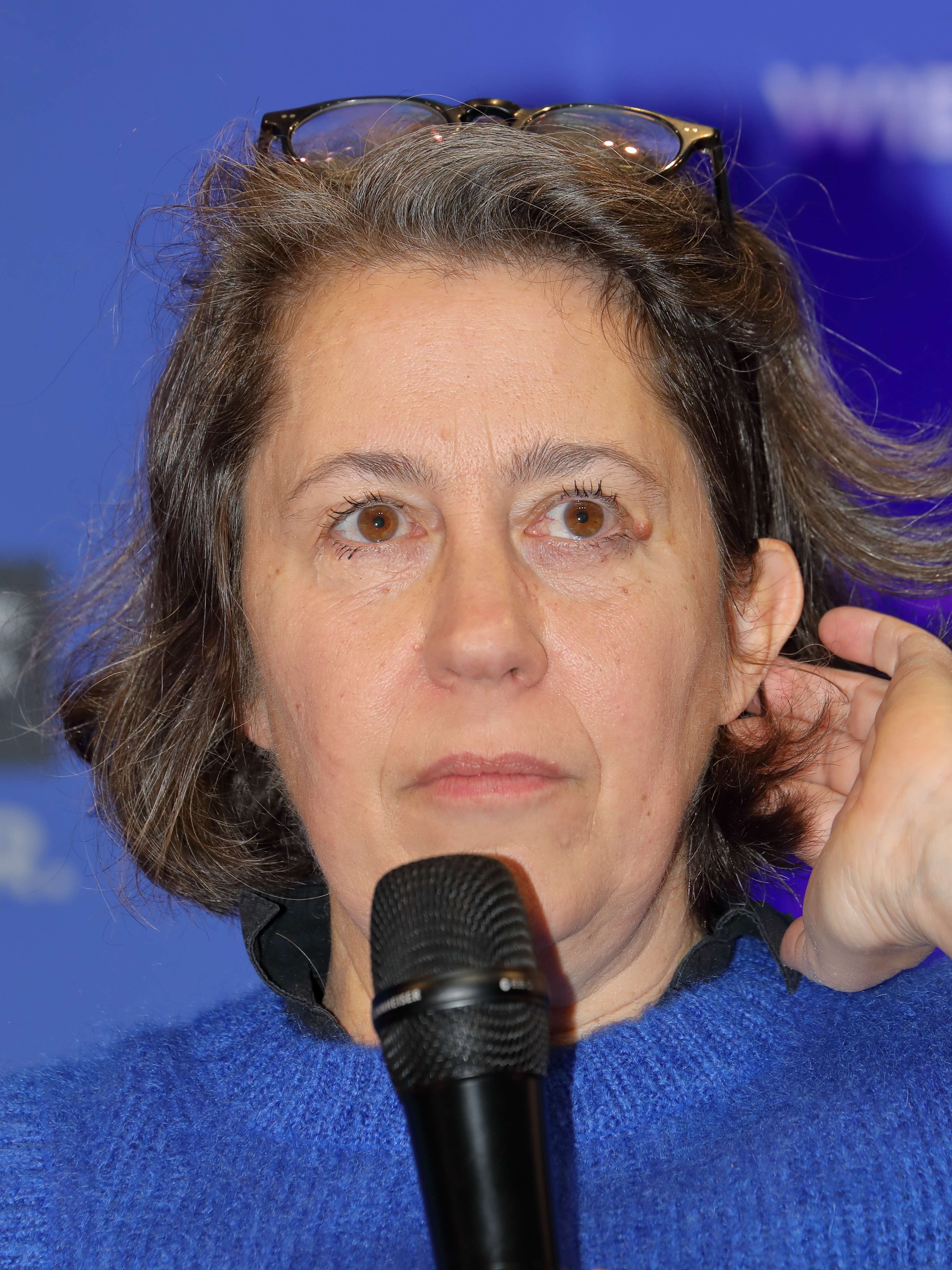
Petra Hartlieb (* 1967)

- Hartlieb, Verena (* 1982), österreichische Journalistin und Fernsehmoderatorin
- Hartlieb, Wladimir von (1887–1951), österreichischer Schriftsteller
- Hartlieb-Wallthor, Artur (1927–2020), österreichischer Unternehmer und Gründer der Firma HARO – Signal und Absperrbandsysteme
- Hartlief, Hilbrand (1948–2006), niederländischer Volleyballspieler und Sportreporter
- Hartline, Brian (* 1986), US-amerikanischer American-Football-Spieler
- Hartline, Haldan Keffer (1903–1983), US-amerikanischer Physiologe
- Hartline, Mary (1927–2020), US-amerikanische Schauspielerin und Moderatorin
- Hartling, Carlos (1869–1920), deutscher Musiker und Komponist der Nationalhymne von Honduras
- Hartling, Gunar (1930–2005), deutscher Nachrichtendienstler, Leiter der Abteilung XIII des Ministeriums für Staatssicherheit
- Härtling, Joachim W. (* 1959), deutscher Geograph
- Hartling, Lore (1932–1994), deutsche Schauspielerin
- Härtling, Peter (1933–2017), deutscher SchriftstellerPeter Härtling (1933–2017)

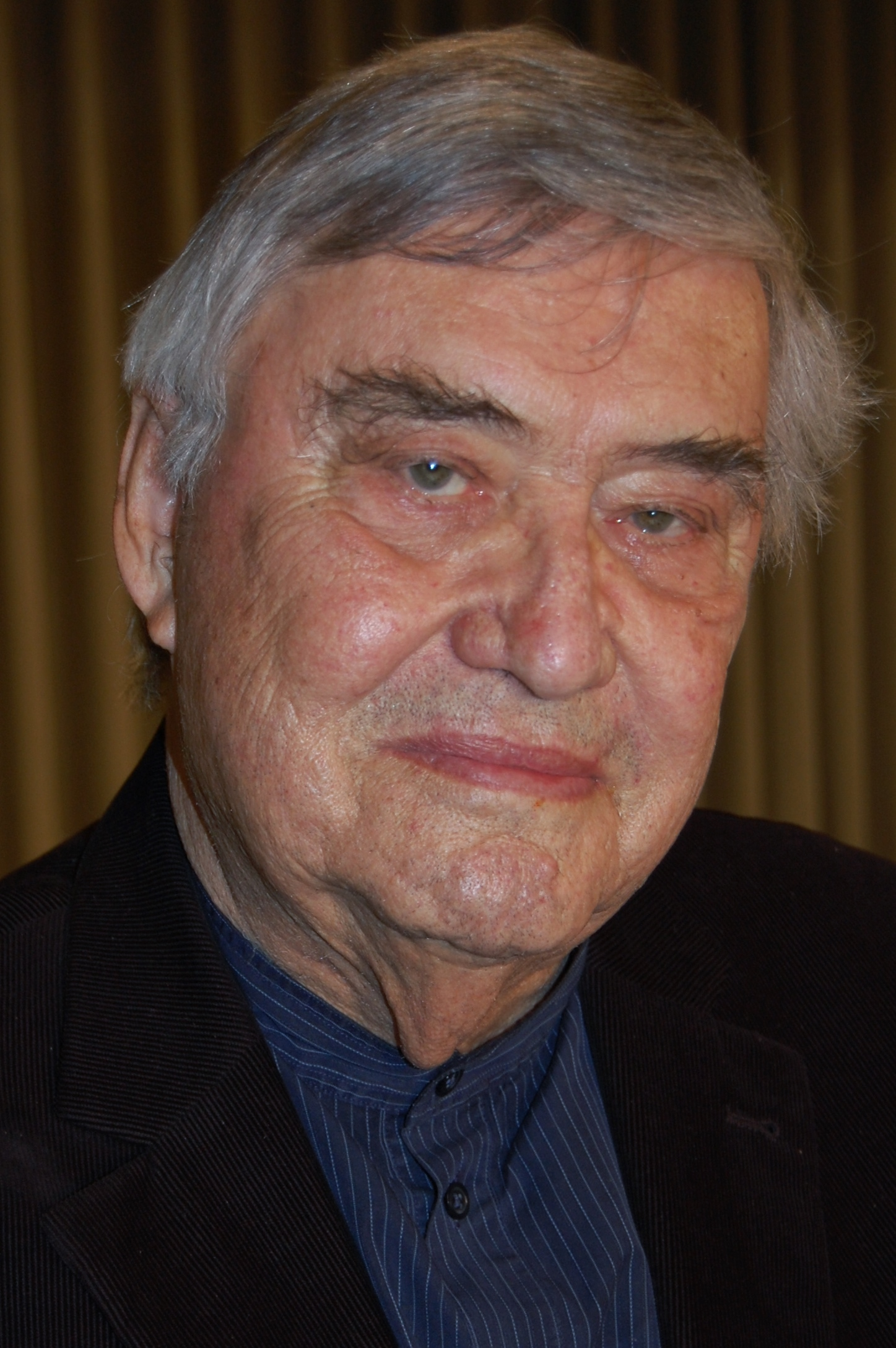
Peter Härtling (1933–2017)

- Hartling, Pit (* 1976), deutscher Zauberkünstler und Fachbuchautor
- Hartling, Poul (1914–2000), dänischer Politiker (Venstre), Mitglied des Folketing
- Härtling, Werner (1923–1955), deutscher Ringer

### Hartlo
- Hartloff, Jochen (* 1954), deutscher Politiker (SPD), MdL
- Hartloff, Otto (1909–1977), deutscher Maler
- Hartloop, Elizabet (1655–1685), niederländische Dichterin